# حشره‌خوار بوتگو
 حشره‌خوار بوتگو (نام علمی: Crocidura bottegi) نام یک گونه از سرده حشره‌خوارهای دندان‌سفید است.